# Dienesn Heisla

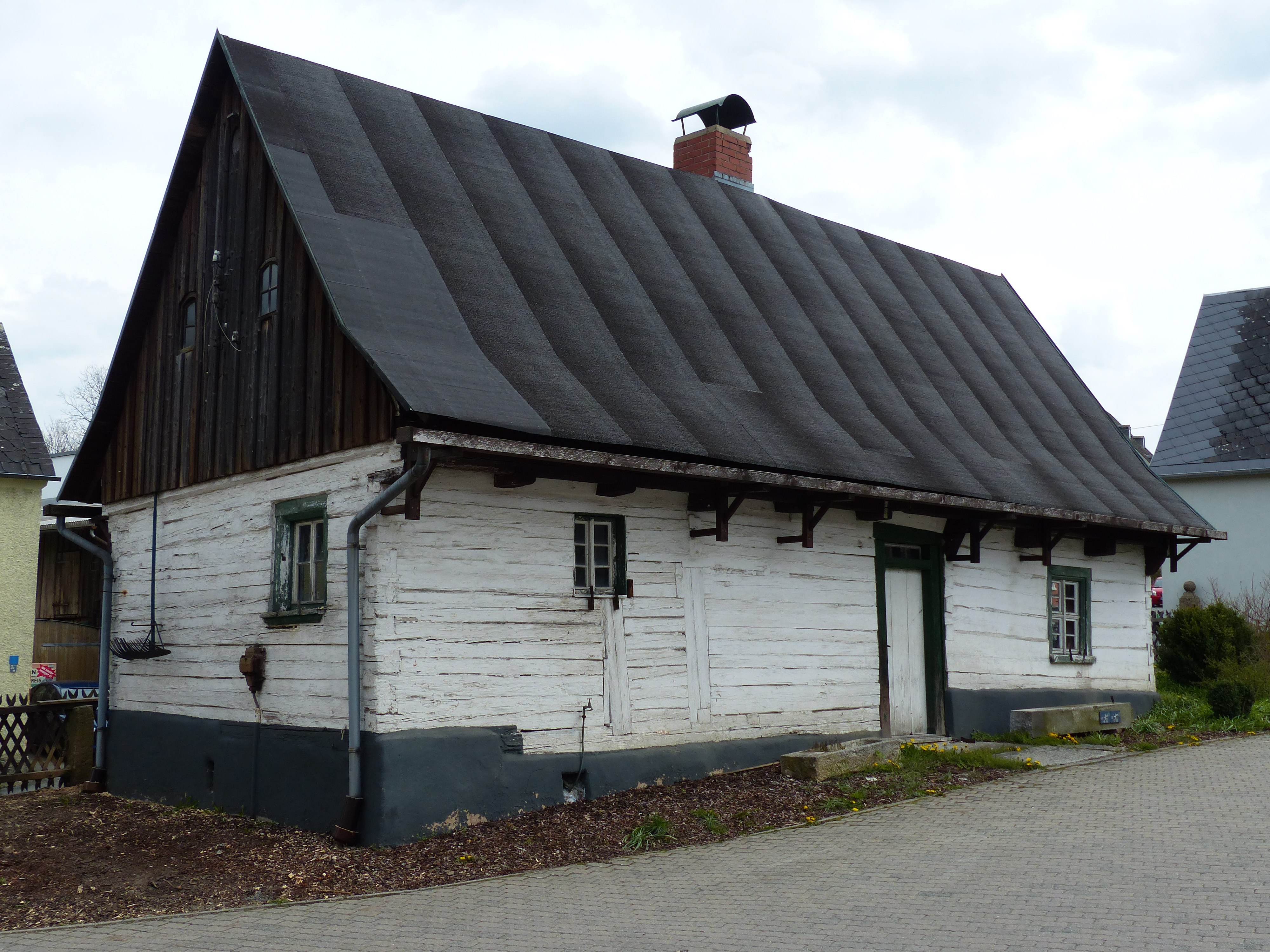
Dienesn Heisla

Das Dienesn Heisla ist ein eingeschossiges Kleinhaus in Blockbauweise in der Gemeinde Regnitzlosau in Oberfranken, das dendrochronologisch auf das Jahr 1659/60 datiert wurde. Es ist ein eingetragenes Baudenkmal.

## Lage und historische Einordnung
Das Dienesn Heisla steht in der Hauptstraße 9 in Regnitzlosau, in der Nähe der St.-Ägidien-Kirche. In der unmittelbaren Nachbarschaft befindet sich ein weiteres denkmalgeschütztes Haus mit Frackdach aus dem 18. Jahrhundert, das als Wohnstallhaus weitere charakteristische Merkmale der Region aufweist. Während alle anderen Blockhäuser im Dorf aus jener Zeit später durch Fachwerk- und massive Steinbauten ersetzt wurden, konnte dieses Haus wegen besonderer familiärer Umstände bestehen bleiben. Es galt auch als „Erbgütlein“. Das Dienesn Heisla steht exemplarisch für einen kulturgeschichtlichen Lebensbereich im Fichtelgebirge und Frankenwald.

## Beschreibung
Das Dienesn Heisla ist ein eingeschossiges Kleinhaus in Blockbauweise. Es stammt gemäß einem dendrochronologischen Gutachten der Blockbohlen aus 1659/60. In der Denkmalschutzliste wird es unter der Bezeichnung D-4-75-161-2 geführt. Das Gebäude war zunächst ein Trüpfhaus, zu dem im Laufe der Zeit auch Grundbesitz gehörte. Der 1823 erbaute Stall und die Scheune wurden in den 1970er Jahren beim Bau des jetzigen Lebensmittelmarktes abgerissen.
Der Eingang führt in einen Vorraum; von dort sind die Stube, die Küche, das Dachgeschoss und der Keller mit Tonnengewölbe und einer Wasserstelle zugänglich. Die ursprüngliche Schwarze Küche mit offener Feuerstelle, bei der der entstandene Ruß die Küchendecke schwarz färbte, wurde im 19. Jahrhundert mit einem festen Ofen, einem gemauerten Kamin und einer preußischen Kappendecke ausgestattet.
Im Erdgeschoss befindet sich als größter Raum die Stube mit einem Kachelofen, der in der Küche als Herd genutzt wurde. Im Dachgeschoss befinden sich die ehemalige Schlafstube und ein weiterer Raum, der für die Aufbewahrung von Werkzeug und Vorräten genutzt wurde.

## Geschichte und Namensgebung
Das Dienesn Heisla befand sich, mit einer Unterbrechung, durchgehend im Besitz der Familie Gräßel. Beginnend mit der jetzigen Besitzerin, lassen sich  18 Generationen bis zu ihrer ersten Erwähnung in der Hofer Amtsbeschreibung von 1390 zurückverfolgen.
Der Spitzname Tinis für einige Gräßels-Linien kommt von dem 1728 geborenen Martin Gräßel. Das führte zu der Bezeichnung „Tinis’n Heisla“, woraus später „Dienesn Heisla“ wurde.
1737 erwarb der Schneider und Kalkbrenner Johann Nickl Gräßel das Blockhaus. Sein Enkel Johann Wolfgang kaufte Wiesen und Felder und baute 1820 Stall und Scheune zur Haltung von 4 bis 6 Zugochsen für die Kalkbrennerei. Vom Ende des 17. bis zur Mitte des 19. Jahrhunderts betrieben die Gräßel gemeinsam mit bis zu vier weiteren Familien die Kalkbrennerei in Losau. Viele von ihnen starben schon vor ihrem 50. Lebensjahr, wie 1832 der 33-jährige Heinrich, dessen Witwe mit zwei Kindern daraufhin das inzwischen größer gewordene Erbgütlein, wohl bedingt durch die Erbansprüche seiner sieben Geschwister, an Hans Luding verkaufen musste. 1890 kaufte der wohlhabende Kalkbrenner Adam Gräßel das Haus für seine Tochter Margarete, die nun das 7 Hektar umfassende Gütlein mit ihrem Gatten, dem Bäckerssohn Georg Gräßel, bewirtschaftete. Von deren sieben Kindern blieb der Jüngste, Karl. auf dem Hof.